# 西川直輝
西川 直輝（にしかわ なおき、1992年12月17日 - ）は、兵庫県神戸市出身の元サッカー選手。ポジションはSB。

## 来歴
センアーノ神戸ユース出身のサッカー選手で、2011年にツエーゲン金沢でプレー

## 所属クラブ

### ユース経歴
- 若草少年サッカークラブ
- 須磨FC
- センアーノ神戸ユース

### プロ経歴
- 2011-2012 ツエーゲン金沢